# Dobiesław-Kolonia
Dobiesław-Kolonia [dɔˈbjɛswaf kɔˈlɔɲa] là một khu định cư ở khu hành chính của Gmina Darłowo, thuộc hạt Sławno, West Pomeranian Voivodeship, ở phía tây bắc Ba Lan. Nó nằm khoảng 11 kilômét (7 mi) phía nam Darłowo, 21 km (13 mi) phía tây Sławno và 156 km (97 mi) về phía đông bắc của thủ đô khu vực Szczecin.
Trước năm 1945, khu vực này là một phần của Đức. Đối với lịch sử của khu vực, xem Lịch sử của Pomerania.